# عباس أباد بزرغ
عباس أباد بزرغ هي قرية في مقاطعة ساوجبلاغ، إيران. عدد سكان هذه القرية هو 1,070 في سنة 2006.